# Analog Fish
Analog Fish (アナログフィッシュ?, Anarogu Fisshu) è un trio musicale giapponese formatosi nel 1999. Il loro debutto avviene nel 2004. Attualmente fanno parte della casa discografica giapponese Felicity Cap.  La canzone Speed (スピード?, Supīdo) è stata utilizzata come 10° ending per l'anime Naruto.

## Discografia

### Singoli / Mini Album
1. Hello Hello Hello (2004)
2. BGM?!?! (2005)
3. Speed (2005)
4. Living in the City (2006)
5. アンセム (2006)
6. Magic (2006)
7. 失う用意はある？それともほうっておく勇気はあるのかい (mini album) (2011)

### Album
1. アナログフィッシュ (2004)
2. KISS (2005)
3. ROCK IS HARMONY (2006)
4. Fish my Life (2008)
5. Life Goes On (2010)
6. 荒野/On the Wild Side (2011)
7. NEWCLEAR (2013)
8. 最近のぼくら (2014)
9. Almost A Rainbow (2015)

### Altro + Live e Raccolte
1. 髭 con tobaccojuice（2 giugno 2004）(min album)
2. LIVE DVD “10×10×10″ LIVE at STUDIO COAST (2009)
3. “TOKYO SAVANNA” DVD LIVE at HIBIYA YAON (2011)
4. 「ESSENTIAL SOUNDS ON THE WILD SIDE.

ANALOGFISH：THE BEST & HIBIYA YAON LIVE.」 (2012)
1. go on, split single (feat HINTO) (2013)
2. Graffiti, split single (feat HINTO) (2013)